# Нет расставания, нет любви
Нет расставания, нет любви — американский музыкальный фильм 1946 года режиссёра Чарльза Мартина с Ван Джонсоном, Кинаном Уинном и Пэт Кирквуд в главных ролях.

## Сюжет
История развивается вокруг Майка, морского пехотинца и кавалера Почетной медали Конгресса, который возвращается со своим приятелем Слинки с боевых действий в Тихом океане во время Второй мировой войны. Майк рассчитывает жениться на своей возлюбленной Розалинде из родного города; его мать хочет лично сообщить ему, что та вышла замуж за другого. Большая часть фильма связана с усилиями Сьюзен, популярной радиоведущей, не дать Майку узнать об этом или вернуться домой, пока его мать не доберётся до Нью-Йорка из Индианы. Сьюзен и Майк влюбляются друг в друга; возникают недоразумения. Действия неправдоподобно неприятного и вороватого Слинки дополняют историю, а музыкальная составляющая обеспечивается несколькими появлениями популярных в то время исполнителей в ночных клубах и на радио-шоу Сьюзен. История заканчивается прибытием Майка в приёмную родильного дома и рождением сына у него и Сьюзен. Слинки получает последнее слово, когда Розалинда объявляет, что беременна.

## Состав
- Ван Джонсон — сержант Майкл Хэнлон
- Кинан Уинн — Слинки Эдвардс
- Пэт Кирквуд — Сьюзен Малби Дункан
- Эдвард Арнольд — Хобарт Кэнфорд «Попси» Стайлз
- Леон Эймс — полковник Р. Г. Эллиотт
- Мари Уилсон — Розалинда
- Марина Кошиц — графиня Елена Марина Строгова
- Селена Ройл — миссис Хэнлон
- Уилсон Вуд — мистер Кроули
- Винс Барнетт — Бен
- Гай Ломбардо и его оркестр в роли самих себя
- Фрэнк Шугар Чили Робинсон — мальчик на пианино
- Лилиан Ярбо — горничная (в титрах не указана)

## Приём
Фильм заработал 2 891 000 долларов в США и Канаде и 894 000 долларов в других странах, в результате чего прибыль составила 629 000 долларов.

### Критика
Босли Кроутер из The New York Times пишет в своем обзоре:

No Leave, No Love сбивается в бессвязность на второй катушке, когда Ван Джонсон, в роли героя-моряка, передаёт эстафету своему приятелю Кинану Уинну. И с этого момента основная интрига фильма в том, насколько комичным может быть мистер Уинн, имея в арсенале немного больше, чем собственное чувство юмора и большая сигара. К чести мистера Уинна — и, возможно, к чести режиссёра, — нужно признать, что он действительно проворачивает некоторые довольно забавные штуки в строго низкокомедийном ключе, но всё это довольно натянуто и прихотливо. И порой он перебарщивает.